# Küdema laht
Küdema laht ist eine Bucht auf der größten estnischen Insel Saaremaa im Kreis Saare. In der sich nach Norden öffnenden Bucht liegen die Inseln Kärturaun, Laidu, Torniraun und elf weitere namenlose Inseln. Der namensgebende Ort Küdema liegt 1,1 Kilometer entfernt.